# Тимошовка (Михайловский район)
Тимошо́вка (укр. Тимошівка) — село,
Тимошовский сельский совет,
Михайловский район,
Запорожская область,
Украина.
Код КОАТУУ — 2323388801. Население по переписи 2001 года составляло 3114 человек.
Является административным центром Тимошовского сельского совета, в который, кроме того, входило ликвидированное село Переверзевка.

## Географическое положение
Село Тимошовка находится в 8-и км от пгт Михайловка.
Вокруг села протекает несколько оросительных каналов. Возле села расположен Тимошевский под

## Происхождение названия
На территории Украины 5 населённых пунктов с названием Тимошовка.

## История
- Местность вокруг села Тимошовка была заселена в древнейшие времена, о чём свидетельствуют курганы с погребениями эпохи бронзы (II — начало I тысячелетия до н. э.), скифов (IV—III вв. до н. э.) и кочевников X—XIII вв. н. эры
- 1809 год — дата основания, когда в урочище Матогай на территории Михайловской волости выходец из военных поселений Днепровской линии крестьянин-однодворец Тимофей Тимошенко основал хутор.

## Экономика
- Агросинтез, ЧП.
- Агрофирма «Рассвет».
- Агрофирма «Родина».

## Объекты социальной сферы
- Школа.
- Детский сад.
- Дом культуры.
- Амбулатория.

## Известные люди
- В селе родился Герой Советского Союза Иван Найдёнов.

## Достопримечательности
- Братская могила советских воинов.

## Религия
- Храм святителя Василия Великого.